# Abish Brodt
Abraham Abish Brodt dit Abish Brodt (10 juin 1947, Cracovie, Galicie, Pologne-) est un chanteur hassidique américain, connu en particulier pour sa collaboration avec le compositeur et chanteur Shmuel Brazil, dans le groupe Regesh.

## Biographie
Abish Brodt,,,,,,,,,, est né le 10 juin 1947, à Cracovie, Galicie, Pologne.

## La collaboration Abish Brodt-Shmuel Brazil
Shmuel (Shmelky) Brazil collabore avec le chanteur Country Yossi pour des enregistrements de Or Chodosh avec deux mélodies Shmelky's Niggun et Bilvovi. Abish Brodt est impressionné par la chanson Bilvovi et veut rencontrer Shmuel Brazil. Les deux passent l'été dans les Catskills, dans l'État de New York. Ils se rencontrent et c'est le début d'une longue collaboration, Shmuel Brazil étant le compositeur et Abish Brodt l'interprète. Ils vont enregistrer la série de Reguesh, qui devient populaire à travers le monde.

## Discographie
- Abish Brodt:
  - Hoshiva Li[14]
  - L’vaker B’heiculo[15]
  - Machnisei Dimah[16]
  - Ribono Shel Olam[17]
  - Simchas Beis Hasheiva 5777[18]
- Abish Brodt, Shmuel Brazil: 
  - Regesh 01[19]
  - Regesh 02[20]
  - Regesh 03 – Shabbos[21]
  - Regesh 05[22],[23]
  - Regesh 07 – Shabbos 2[24]
  - Regesh 08 – Torah[25]
  - Regesh 09 – Uvo Letzion Go’el[26]
  - Regesh 10 – Veyatzmach[27], 2001[28]
  - Regesh 11 – Yesod Hachasidus[29], 2009
  - Regesh Gold[30]
  - A Regesh Wedding[31]
- Abish Brodt, Shmuel Brazil, Yacov Young:
  - Habet Na[32]
- Abish Brodt, Yonason Schwartz:
  - Chosons Tish & Chupah[33]
  - An Oneg Shabbos[34]
- Abish Brodt, Michoel Schnitzler, Shea Berko, Yoel Teichman:
  - Mesikus 1 – Yevureich[35],[36]
- Abish Brodt, lipa Schmeltzer, Michoel Schnitzler, Tzali Gold:
  - Mesikus 3 – Eiluv[37].
- Abish Brodt, Suki & Ding:
  - Siyum Hashas[38]
- Abish Brodt, Isaac Honig, Moshe Eisenberg, Shir V'Shevach Boys Choir, Shragee Gestetner, Yermie Damen, Yissocher Gutman, Yoeli Falkowitz, Yonason Schwartz:
  - Umein Vumein – Yiddish 2[39],[40]
- Abish Brodt, Yisroel Werdyger:
  - Vhaarev Na In Yiddish[41]

## Chansons
- Regesh 01:
  - Modeh
  - Magdil
  - Veliyerushalayim
  -  Ki Hamalchit
  - Se'lach
  -  Vehavienu
  - Shomer Yisrael
  -  Utzo Eitzo
  - Es Tzemach
  - Shmelkie's Niggun 2
- Regesh 02:
  - Kavei
  - Ki Lo Yitosh
  - Acheinu
  - Shir Hamaalos
  - Mikimi
  -  Kumo
  - Dovko
  - - Teka
  - Mimkomcha
- Regesh 03 – Shabbos:
  - Sholom Aleichem
  - Mizmor L'Dovid
  - Mizmor Shir
  - Koh Ribon
  - Hakol
  - Rachem
  - Tzur
  - Yedid Nefesh
  - Rachem Al Tzion
- Regesh 05:
  - Hineh
  - Habet
  - Tov Lehodos
  - Achas
  -  Yisborach
  - Bni
  - Keli Ata
  - Kevakoras
  - Ufduyei
- Regesh 06 – Live Kumzits: 
  -  Shalom Aleichem
  - Kumah
  - Kavei
  - Hinei
  - Keli Atah
  - Yisborach
  - B'ni
  - Modeh
  - Tzeischem
  -  Habet
- Regesh 07 – Shabbos 2:
  -  Veyaazor
  -  Aishes Chayil
  -  Adir Bamorom
  - - Yehei Ravo
  -  Boirai
  - Av Horachamim
  -  Maain
  -  Chedvas
  - Horachamon
- Regesh 08 – Torah:
  - Nigun
  - Torah
  - Hatov
  -  Vaani Kirva
  - Ki Vecho
  - Ono Hashem
  - Al Yad
  - Veyeda
  - Nigun Reprise
- Regesh 09 – Uvo Letzion Go’el
  - Uvo
  - Yacheil
  - Vesechezena
  - Yosis
  - Shabbos
  -  Kein
  - Chasan's March
  -  Succos
  - Al Zeh
- Regesh 10 – Veyatzmach:
  - Veyatzmach
  - Ki Lashem
  - Al Zois
  - Lev Tahor
  - Ahavas Olam
  - Echod Yochid
  - Kol Berama
  - Kel Adon
  - Vekorev
  - Veyizku
- Regesh 11 – Yesod Hachasidus
  - Heyei Nu Kuroiv
  - Yesoid Hachasidus
  - Hareini Hashem Chasdechu
  - Veseiureiv Ulechu Asiruseni
  - Yoiseif Hashem Aleichem
  - Ad Unu Hashem Tishkucheini
  - Lesheuvar Udom Oiseh Mitzvu
  - Esu Einei El Hehurim
  - Ze Hayoim Usu Hashem
  - Ani Maamin
- Regesh Gold:
  - Shalom Aleichem
  -  Dovkoh
  - Uvo Letzion
  - Slach
  - Mode Ani
  - Mizmor Ledovid
  -  Ve'yaazor
  - Habeit
  - Kumah
  - Eishes Chayil
  - Kave
  - Yedid Nefesh
  - Niggun
- A Regesh Wedding:
  - Kabolas Ponim
  - Chupa
  - March
  - Entrance
  - Dinner
  - Horas
- Chosons Tish & Chupah:
  -  Guest Reception
  - Chosons Tish
  - Gramen
  - Chupa
  - Regesh
  - Soft Memories
- An Oneg Shabbos:
  - Kol Dodi
  - Tenu Shevach
  - Shabbos Is Shein
  - Yimloch Hashem
  - Ribon
  - Mi Shemamin
  - Raza Deshabbos
  - Modeh Ani
  - Shomrei Mitzvoseha
  - Veyeisei Lana
- Habet Na:
  - Habet Na
  -  Kivisi
  - Ad Heina
  - Shaalu
  - Lechu Neranena
  - Bitchu Bashem
  - Vaani
  - Al Tira
  - Vekorev
  - Harenu
- Hoshiva Li:
  - Ashrei Tivchar
  - Hushiva Li
  - Lesaper Betzion
  - Shabbos Kodesh Lid
  - echu Banim
  - Vatiten Li
  - Nigun
  - Hashem Uzi
  - Yihiyu Lerotzon
  - Eliyahu
- L’vaker B’heiculo:
  - Chindaleh
  - Hashivah
  - Mah Yisron
  - Bircas Kohanim, Niggun
  - Ki Lekach
  - Shakah Chamah
  - Venireihu
  - Ki Hinei
  - Shuvu
  - Ashreichem Yisrael
- Machnisei Dimah:
  - Ma'ein Olam
  - Machnisei Dimah
  - Anu Avda
  - Ahavas Chinam
  - Aderaba
  - Shalom Aleichem
  - Retzei
  - Got Fun Avrohom
  - Al Tasteir
  - Ki Hamitzvah
- Mesikus 1 – Yevureich:
  - Av Harachmun
  - Hamalach
  - Hu Yigal
  - Yinga Yuren
  - Yosef Hashem Aleichem
  - Ani Maamin
  - Vetzivunu
  - Anu Avdu
  - Lo Yumishi
  - Pastech
  - Yusis
- Mesikus 3 – Eiluv:
  - Ad Ono
  - Lehatos
  - Ribono
  - Melech Rachaman
  - Hatov
  - Veal Kol Zos
  - Mein Kind
  - Leshem Shomayim
  - Uchen Shoma
  - Loi Sevoishi
- Ribono Shel Olam:
  - Zaro Chayo
  - Ribono Shel Olam
  - Shiru Lamelech[42]
  - Mimkomcha[43]
  - Tefila Leoni
  - Psach
  - Shomro Nafshi
  - Eliyahu Hanavi
  - Shema Koleinu
- Simchas Beis Hasheiva 5777:
  - Intro - V'samachta
  - Uvachein Tzadikim - Yiru Aneinu
  - Geits Arein A Nechamaleh - Tov Lehodois
  - V'yeidu - Nigun Slonim
  - Nishmas - Lefichach
  - Baruch Hu - New Song
  - Ahallela - Ani Ma'amin
  - Ki Hashem Hu Elokim
  - Hora
  - Intro
  - Nigunei Rikud
  - La'asois Nachas Ruach
  - Nigun Viznitz - V'nisgav
  - V'amachta - Toldos Aharon
  - Melech Shehashalom - Horachamon
  - Ashrei Ha'am - V'chesed Hashem
  - V'ata Elokeinu
  - Ahallelah - Lefichach
  - Hashem Hu Elokeinu - Echad Yachid
  - Nishmas
  - V'ilu Phinu - Ki Chol Peh
  - Hatov - Avinu Malkeinu
  - Mechalkeil Chaim - Abish Brodt
  - Hora
  - Intro
  - Yekum Purkan - Nigun Viznitz
  -  Samachti
  - Moshe Emes - Rachmanah
  - V'harikosi - Ahalela
  - Emes - Ani Ma'amin
  - Nishmas - Nigun Rikud TA
  - Odeh Hashem
  - Matei Ka'usi Mar - Avinu Malkeinu
  - Intro
  - Ashrei Mi Shelo Chata
  - Horachamon Hu Yakum
  - Al Zois Shibchu
  - Oiz V'hadar - Ani Ma'amin
  - Nigun Lefichach - Nigunei Rikud
  - Shir Hama'alois - Gaved Shlita
  - Hamlucha V'hamemshala
  - V'chol Ma'aminim - Ki Lashem Hamelucha
  - V'yeidu - Nigunei Bakasha L'geulah
  - Ma'agal Hashanah
  - Ma'agal Hashanah 2
  - Shabbat Shalom Umevorach
- Siyum Hashas:
  - Daf Daf
  - Tehei
  - Keayol
  - Songs Of Rav Meir Shapiro Ztl'
  -  Zchor
  -  Unity Medley
- Umein Vumein – Yiddish 2:
  - Sharei Gan Eden
  - A Farzicherung
  - Keser
  -  Melech Moshiah
  - Der Koach Fin Minyan
  - Gleib In Dein Tefialh
  - Der Papegai
  - Birchas Hashachar
  - Mafli La'asoit